# Kemerağzı, Korkuteli
Kemerağzı là một xã thuộc huyện Korkuteli, tỉnh Antalya, Thổ Nhĩ Kỳ. Dân số thời điểm năm 2011 là 103 người.